# Real Friends (bài hát)
"Real Friends" là một bài hát của nữ ca sĩ người Mỹ gốc Cuba Camila Cabello, trích từ album phòng thu đơn ca đầu tay của cô, Camila (2018). Được viết bởi Cabello, William Walsh, Louis Bell, Brian Lee và Frank Dudes (cũng là người đảm nhiệm vai trò sản xuất bài hát), "Real Friends" trước đây được phát hành với vai trò là một đĩa đơn quảng bá cùng với đĩa đơn "Never Be the Same" cũng nằm trong album vào ngày 7 tháng 12 năm 2017. "Real Friends" từng được miêu tả là có giai điệu mềm mại, với phần nhạc nền được đệm bởi đàn guitar acoustic. Lời bài hát nói về việc Cabello miêu tả cuộc sống của cô và sự mong muốn của cô về một tình bạn thật sự. Phần nhạc nền tối giản của bài hát chứa đựng những âm thanh của dòng nhạc reggae, Latinh và tropical. Một phiên bản remix của bài hát với sự góp giọng của nam nhạc sĩ Swae Lee được phát hành dưới dạng đĩa đơn vào ngày 16 tháng 8 năm 2018.
"Real Friends" được sáng tác khi lấy cảm hứng từ môi trường công nghiệp đang phát triển của thành phố Los Angeles, thứ đã làm cho nữ ca sĩ cảm thấy khó chịu trong quá trình thu âm album tại đây. Sau khi ra mắt, nội dung của ca khúc được mọi người tin rằng đang nói về mối quan hệ giữa Cabello với nhóm nhạc nữ mà trước đây cô đã từng đồng hành, Fifth Harmony. Cabello đã lên tiếng phủ nhận điều này, khẳng định rằng bài hát không nói về một người cụ thể nào hết. Ca khúc được các nhà phê bình đón nhận một cách tích cực. Họ đánh giá cao phần âm thanh đàn guitar mềm mại của ca khúc và phần giọng hát của Cabello. "Real Friends" ra mắt và đạt top 100 trên các bảng xếp hạng âm nhạc của một số quốc gia, bao gồm Canada, Hà Lan, Bồ Đào Nha, Brazil, Bỉ, Tây Ban Nha và Ireland. Dù không góp mặt vào bảng xếp hạng Billboard Hot 100 nổi tiếng của Mỹ, nhưng thay vào đó "Real Friends" lại giành được vị trí thứ sáu trên bảng xếp hạng Bubbling Under Hot 100 của tạp chí Billboard sau hơn một tuần ra mắt.

## Bối cảnh và phát hành

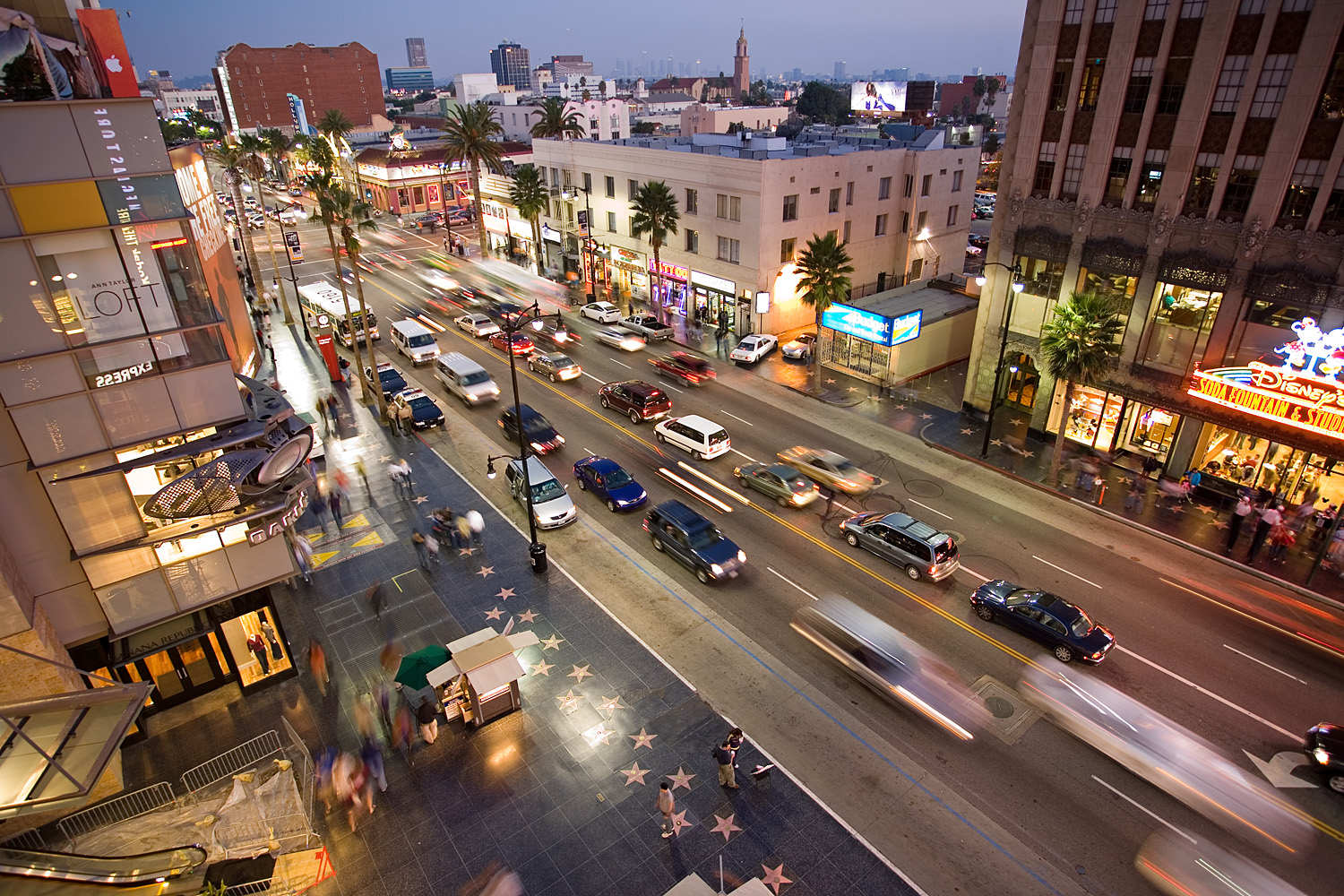
Cabello viết "Real Friends" trong thời gian cô đến thành phố Los Angeles. Nữ ca sĩ phản ánh sự thật về cuộc đời của cô trong bài hát trong khi cảm thấy không hài lòng với môi trường nơi đây.

"Real Friends" được sáng tác bởi Cabello, Frank Dukes, William Walsh, Louis Bell và Brian Lee; phần sản xuất nhạc do Dukes đảm nhiệm. Cabello có được động lực để sáng tác ra bài hát này trong khi cô đang ở thành phố Los Angeles thu âm album độc tấu đầu tay, Camila (2018). Vì cảm thấy không hài lòng với thành phố và cả môi trường công nghiệp đang phát triển của nó, nữ ca sĩ đã cảm thấy thất vọng và cô đơn – cô phải ưu tiên công việc mà không có một cuộc sống hòa đồng với mọi người.
"Real Friends", là bài hát cuối cùng được hoàn thành thuộc album Camila, được thu âm tại phòng thu Electric Feel Recording Studios tại thành phố Tây Hollywood và được phối âm tại phòng thu MixStar Studios tại thành phố Virginia Beach do hai nhà sản xuất thu âm đảm nhiệm là Serban Ghenea và John Hanes. Ca khúc được phát hành vào ngày 7 tháng 12 năm 2017, một tuần sau khi thu âm cùng với ca khúc "Never Be the Same". Ca khúc này chính là một phần quà ưu đãi kèm theo album Camila dành tặng cho những ai đặt mua trước album trên các cửa hàng nhạc số.

## Sáng tác
"Real Friends" là một bài hát có nhịp điệu chậm rãi cùng với một phần nhạc nền tối giản. Phần nhạc nền này chứa đựng những âm thanh của đàn guitar acoustic (nhạc cụ chính) và những tiếng vỗ tay với vai trò là nhạc đệm. Bài hát được trình bày một cách mượt mà và mềm mại. Trong bài hát này, Cabello biểu diễn bằng một quãng âm thấp thay vì bằng giọng nữ cao như trong những bài hát trước đây của cô. Lời bài hát phản ánh lên tình cảnh Cabello đang bị vây quanh bởi những thứ tiêu cực, đồng thời hát lên lời mong muốn của cô về việc có được một người bạn thật lòng. Trong phần điệp khúc của bài hát, Cabello hát: "Tôi chỉ đang tìm kiếm những người bạn thật sự thôi mà / Nhưng bọn họ thì lại cứ làm tôi thất vọng / Mỗi khi tôi mở lòng với một ai đó / Tôi lại nhận ra được bản chất thật sự của người đó." Theo lời Mike Nied đến từ trang Idolator, nữ ca sĩ đã "buông lời xót xa đối với khả năng tìm kiếm một người bạn đồng hành thật sự thông qua những tiếng gảy dây đàn".
Có thời lượng hơn 3 phút và 33 giây, "Real Friends" mang âm hưởng từ các dòng nhạc tropical, reggae và Latinh. Theo như bản nhạc được phát hành trên trang web Musicnotes.com bởi công ty Sony/ATV Music Publishing, bài hát được viết ở giọng Đô thứ, ở nhịp 4
4 và sở hữu một nhịp độ vừa phải – 92 nhịp trên phút. Giọng hát của Cabello kéo dài theo quãng từ nốt B♭3 đến nốt C5 (tức từ nốt Si giáng đến nốt Đô thuộc hai quãng tám cao hơn). Ngoài ra, bài hát còn mang một chùm hợp âm Cm7–Fm7–B♭–E♭/D (tức Si thứ–Fa thứ–Si giáng–Mi giáng).

## Tiếp nhận

### Phản hồi từ các nhà phê bình

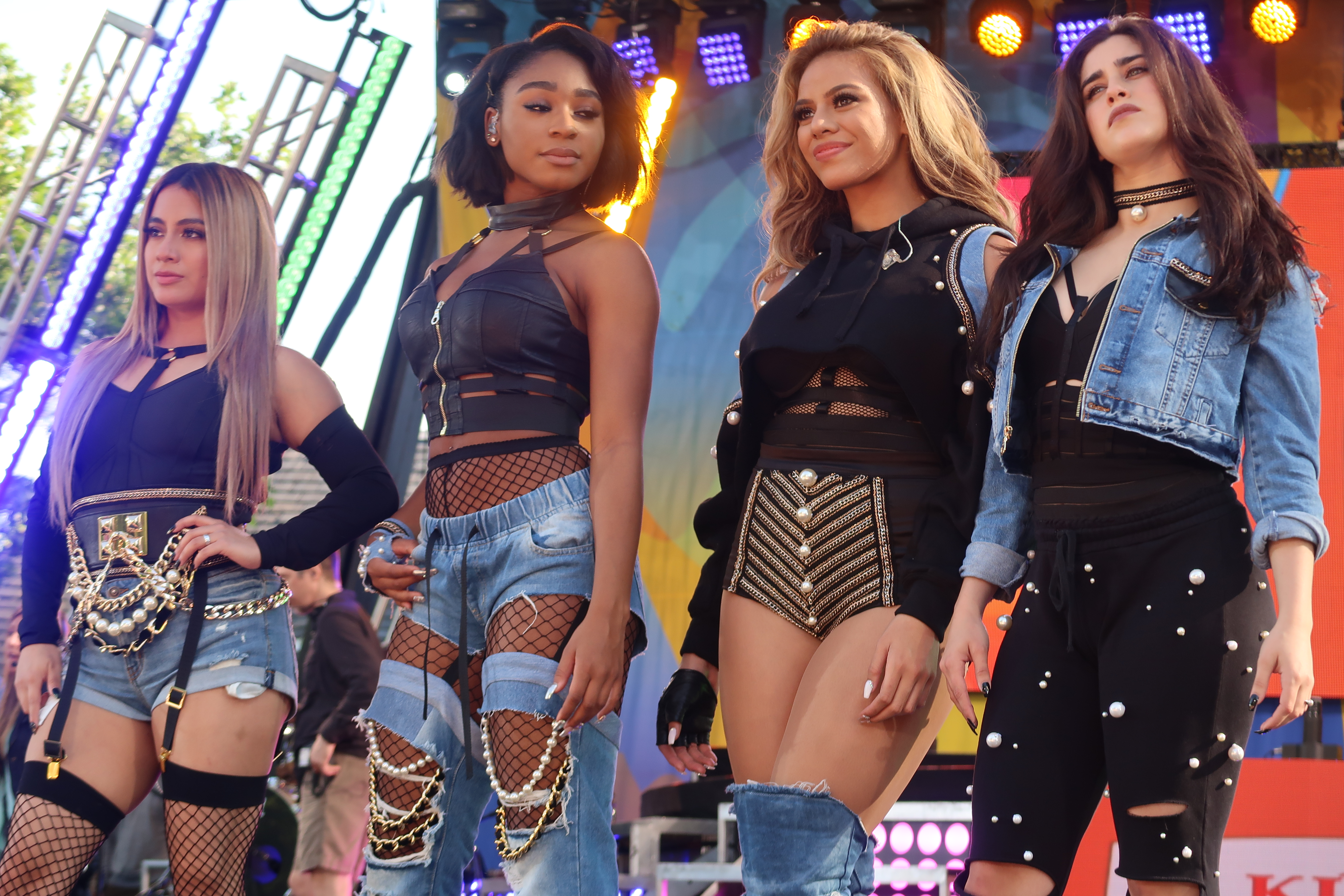
Một số người cho rằng ca từ của bài hát ám chỉ đến nhóm nhạc nữ Fifth Harmony (ảnh), là nhóm nhạc mà trước đây Camila Cabello từng là thành viên.

"Real Friends" đã nhận được nhiều sự chú ý từ một số báo và tạp chí, vì phần lời của ca khúc được người ta cho rằng là có liên quan đến mối quan hệ trước đây giữa cô với các thành viên của nhóm nhạc nữ Fifth Harmony. Sam Warner đến từ trang web Digital Spy đã cho rằng bài hát này có thể là một bài hát chỉ trích ngầm đến các thành viên của Fifth Harmony. Sau khi phân tích lời bài hát kĩ càng, Alex Petridis từ báo The Guardian đã dự đoán rằng phần lời này phản ánh đến chuyện "phải trải qua những đêm dài cô độc khi nữ ca sĩ đang đi lưu diễn". Cabello đã lên tiếng phủ nhận dự đoán này trong một cuộc phỏng vấn thông qua chương trình Access, khẳng định rằng lời bài hát không hề đề cập đến một người cụ thể mà chỉ đề cập đến những gì mà cô đã trải qua.
Ca khúc đã nhận được sự phản hồi tích cực từ các nhà phê bình. Elias Leight từ tạp chí Rolling Stone đã gọi ca khúc là một nhạc phẩm "thanh đạm" nhất của cô so với các nhạc phẩm trước đây của cô. Còn về đội ngũ nhà phê bình của tạp chí Variety, họ đã so sánh "Real Friends" với ca khúc "Love Yourself" (2015) của nam ca sĩ Justin Bieber và cho rằng hai bài hát có nhiều điểm tương đồng. Họ còn miêu tả bài hát là một "bản ballad nhẹ nhàng, được sắp xếp khá thưa thớt". Jamieson Cox từ trang web Pitchfork thì đã gọi "Real Friends" và một bản ballad nhạc acoustic khác, mang tên "All These Years", là "cực kì ấn tượng" trong bài đánh giá về album Camila. Sam Lansky từ tạp chí Time đã gọi ca khúc và một ca khúc "chân thành" khác, "Consequences", là những ca khúc "đẹp đẽ" góp phần giới thiệu giọng hát của Cabello rộng rãi đến với người nghe.

### Diễn biến xếp hạng
"Real Friends" đã góp mặt trên các bảng xếp hạng tại một số quốc gia, dựa trên doanh số tiêu thụ kĩ thuật số và số lượt stream. Bài hát ra mắt trong top 100 tại Canada, Hà Lan, Scotland, Slovakia và Úc; và vươn lên top 40 tại Bồ Đào Nha, Đan Mạch, Ireland và Bỉ. Bài hát không lọt vào bảng xếp hạng Billboard Hot 100 tại Mỹ, nhưng bù lại nó ra mắt tại vị trí thứ sáu trên bảng xếp hạng Bubbling Under Hot 100, một bảng xếp hạng âm nhạc liệt kê những đĩa đơn đứng đầu nhưng không lọt vào Hot 100.

## Danh sách ca khúc
- Tải kỹ thuật số – bản gốc[b][34]

1. "Real Friends" – 3:36

## Đội ngũ thực hiện
Đội ngũ thực hiện được ghi chú trên bìa album Camila.
Phát hành
- Sony/ATV Songs LLC (BMI) O/b/O Sony ATV Music Publishing (UK) LTD/Maidmetal Limited (PRS) // Milamoon Songs (BMI) // EMI April Music, Inc. (ASCAP)/ O/b/O EMI Music Publishing (PRS) Nyankingmusic (ASCAP) // EMI April Music, Inc./Nyankingmusic/WMMW Publishing (ASCAP) // Warner-Temerlane Publishing Corp. (BMI) O/b/O và Songs from the Dongs (BMI)

Thu âm
- Thu âm tại phòng thu Electric Feel Recording Studios, Tây Hollywood, California
- Phối âm tại phòng thu Mixstar Studios, Virginia Beach, Virginia
- Hoàn chỉnh âm thanh tại phòng thu Mastering Place, Thành phố New York, New York

Thành phần thực hiện
- Camila Cabello – viết lời, hát chính
- Frank Dukes – sản xuất, chơi guitar
- William Walsh – viết lời
- Vinylz – đồng sản xuất
- Louis Bell – viết lời, thu âm giọng hát, kỹ sư âm thanh
- Brian Lee – viết lời, chơi guitar
- Morning Estrada – đồng thu âm giọng hát
- Serbian Ghenea – phối khí
- John Hanes – trợ lí phối khí
- Kevin Peterson – xử lí hậu kì
- Ben Foran – chơi guitar

## Xếp hạng
| Bảng xếp hạng (2017–18)                   | Vị trí xếp hạng cao nhất |
| ----------------------------------------- | ------------------------ |
| Úc (ARIA)                                 | 86                       |
| Bỉ (Ultratip Flanders)                    | 20                       |
| Bỉ (Ultratip Wallonia)                    | 34                       |
| Canada (Canadian Hot 100)                 | 60                       |
| Cộng hòa Séc (Singles Digitál Top 100)    | 59                       |
| Đan Mạch (Tracklisten)                    | 32                       |
| Pháp (SNEP)                               | 137                      |
| Hungary (Single Top 40)                   | 37                       |
| Hungary (Single Top 40)                   | 27                       |
| Ireland (IRMA)                            | 39                       |
| Malaysia (RIM)                            | 15                       |
| Hà Lan (Single Top 100)                   | 64                       |
| New Zealand Heatseekers (RMNZ)            | 3                        |
| Bồ Đào Nha (AFP)                          | 32                       |
| Scotland (OCC)                            | 88                       |
| Slovakia (Singles Digitál Top 100)        | 58                       |
| Tây Ban Nha (PROMUSICAE)                  | 83                       |
| Thụy Điển (Sverigetopplistan)             | 1                        |
| Hoa Kỳ Bubbling Under Hot 100 (Billboard) | 6                        |

## Chứng nhận
| Quốc gia                                                                           | Chứng nhận | Số đơn vị/doanh số chứng nhận |
| ---------------------------------------------------------------------------------- | ---------- | ----------------------------- |
| Úc (ARIA)                                                                          | Vàng       | 35.000‡                       |
| Brasil (Pro-Música Brasil)                                                         | Vàng       | 20.000‡                       |
| Canada (Music Canada)                                                              | Vàng       | 0‡                            |
| * Chứng nhận dựa theo doanh số tiêu thụ. ^ Chứng nhận dựa theo doanh số nhập hàng. |            |                               |

## Lịch sử phát hành
| Quốc gia | Ngày phát hành      | Định dạng                 | Hãng đĩa  | Tham khảo |
| -------- | ------------------- | ------------------------- | --------- | --------- |
| Nhiều    | 7 tháng 12 năm 2017 | Tải kĩ thuật số streaming | Epic Syco | [ 34 ]    |

## Phiên bản remix với Swae Lee
Phiên bản remix của ca khúc với sự góp giọng của Swae Lee, nam nhạc sĩ và thành viên của bộ đôi song tấu hip hop người Mỹ Rae Sremmurd, được phát hành vào ngày 16 tháng 8 năm 2018.

### Bối cảnh phát hành
Trong một cuộc phỏng vấn với tạp chí Rolling Stone, khi được hỏi về các lần góp giọng trong các bài hát của những nghệ sĩ khác và liệu anh có lần góp giọng nào khiến anh cảm thấy yêu thích nhất hay không, Swae Lee chia sẻ:
| “ | Tôi quyết định hợp tác với Camila Cabello mặc dù bài hát đó không được ưa chuộng gì nhiều và họ cũng không thúc đẩy nó phát triển đúng cách. Nhưng tôi lại cảm thấy thật phấn khởi khi được làm việc của Camila Cabello. Tôi hâm mộ cô ấy. Cả hai chúng tôi nhất định phải cho ra thêm một bài hát nữa, một ca khúc độc đáo của riêng hai chúng tôi. Tôi nghĩ rằng chúng tôi đã tạo ra một sản phẩm chất lượng rồi đấy. | ” |

### Diễn biến trên bảng xếp hạng
Đĩa đơn từng vươn lên vị trí thứ 37 trên bảng xếp hạng Single Top 40 của Hungary, vị trí thứ 99 tại Ireland và vị trí thứ 12 tại New Zealand.

### Danh sách ca khúc
- Tải kĩ thuật số – bản remix[49]

1. "Real Friends (hợp tác với Swae Lee) – 3:19

### Xếp hạng
| Bảng xếp hạng (2018)    | Vị trí xếp hạng cao nhất |
| ----------------------- | ------------------------ |
| Hungary (Single Top 40) | 37                       |
| Ireland (IRMA)          | 99                       |
| New Zealand (RMNZ)      | 12                       |

### Lịch sử phát hành
| Quốc gia | Ngày phát hành      | Định dạng                 | Hãng đĩa  | Tham khảo |
| -------- | ------------------- | ------------------------- | --------- | --------- |
| Nhiều    | 16 tháng 8 năm 2018 | Tải kĩ thuật số streaming | Epic Syco | [ 49 ]    |